# John MacDougall
John MacDougall (* 8. Dezember 1947 in Dunfermline, Fife; † 13. August 2008) war ein britischer Politiker der Labour Party.

## Leben und Karriere
MacDougall studierte Schiffstechnik am Royal Dockyard College in Rosyth und besuchte später das Glenrothes College und das Fife Technical College. 1981 trat er der Labour Party bei. Bald danach wurde er in das Fife Regional Council gewählt, dem er bis 2001 angehörte.
Von 2001 bis zu seinem Tod gehörte er dem House of Commons an. Dort saß er zunächst für den Wahlkreis Central Fife bis 2005, dann für den Wahlkreis Glenrothes. 2007 wurde bei ihm Pleuramesotheliom festgestellt, wodurch er chronisch krank wurde und seine Anwesenheit im Unterhaus nur noch sporadisch war. Er kündigte zwar an, zur nächsten Wahl wieder anzutreten, starb aber am 13. August 2008.
MacDougall war verheiratet und hatte zwei Kinder.